# Burton Richter
Burton Richter, ameriški fizik, * 22. marec 1931, Brooklyn, New York, ZDA, † 18. julij 2018, Palo Alto, Kalifornija, ZDA.
Richter je leta 1976 prejel Nobelovo nagrado za fiziko »za pionirsko delo pri odkritju težkega osnovnega mezona J/Ψ nove vrste.«